# Det Baleariske Hav
Det Baleariske Hav er den del af Middelhavet, som ligger mellem øgruppen Balearerne og det spanske fastland. Grænsen mod selve Middelhavet regnes fra Kap San Antonio ved Benidorm, omkring Balearerne og op til Costa Brava nord for Barcelona.
40°00′N 1°30′Ø / 40°N 1.5°Ø